# Kostel Eucharistického Srdce Ježíšova
Kostel Eucharistického Srdce Ježíšova (fr. Église du Cœur-Eucharistique-de-Jésus) je katolický farní kostel ve 20. obvodu v Paříži, v ulici Rue du Lieutenant-Chauré.

## Historie
Kostel vysvětil 28. června 1936 pařížský arcibiskup Jean Verdier. Stavba byla dokončena v roce 1938. V roce 1943 byla kaple povýšena na farní kostel. V roce 2000 byla přistavěna ke kostelu kaple Panny Marie.

## Architektura
Kostel je postaven z kamenů se železobetonovou konstrukcí podle plánů francouzského architekta Charlese Vennera.